# Olympisch Stadion (Amsterdam)
Olympisch Stadion – wielofunkcyjny stadion sportowy, położony w Amsterdamie w Holandii. Został oddany do użytku w 1928 roku na Igrzyska Olimpijskie 1928, w niedużej odległości od Het Nederlandsch Sportpark. Stadion początkowo miał pojemność 34 000 widzów. Po oddaniu do użytku stadionu De Kuip w Rotterdamie, władze miejskie Amsterdamu zdecydowały 27 marca 1937 roku o zwiększeniu pojemności widowni do 64 000 miejsc.

## Historia
Po Igrzyskach Olimpijskich stadion był używany do rozgrywania zawodów lekkoatletycznych, żużlowych, kolarskich oraz hokeja na trawie. Najczęściej jednak obiekt był wykorzystywany do rozgrywania meczów piłkarskich.
Swoje mecze na Olympisch Stadion rozgrywały zespoły: Blauw Wit FC i BVC Amsterdam (z ich fuzji powstał FC Amsterdam). W późniejszym czasie również AFC Ajax rozgrywał część swoich meczów na tym obiekcie (były to głównie pojedynki w europejskich pucharach, jak również prestiżowe mecze w lidze). Spowodowane było to niską pojemnością stadionu De Mer, który nie mógł pomieścić wszystkich chętnych do obejrzenia meczu fanów. AFC Ajax swoje mecze na Olympisch Stadion rozgrywał do 1996 roku, kiedy to przeniósł się na nowoczesny obiekt – Amsterdam ArenA.
W 1978 władze miasta planowały wyburzyć stadion, który został uratowany poprzez wpisanie go na listę zabytków. W 1996 rozpoczęła się gruntowna renowacja stadionu, zakończona w 2000 roku ponownym otwarciem przez następcę tronu Wilhelma Aleksandra. Od 2005 roku na Olympisch Stadion ulokowane zostało muzeum sportu – Olympic Experience Amsterdam.

## Ważniejsze zawody sportowe
- 1928 – IX Letnie Igrzyska Olimpijskie
- 1938 – Mistrzostwa Świata w Kolarstwie Torowym
- 1954 – Start Tour de France
- 1962 – Finał Pucharu Europy w Piłce Nożnej
- 1972 – Mecz o Puchar Interkontynentalny w piłce nożnej
- 1979 – Mistrzostwa Świata w Kolarstwie Torowym
- 1981 – Finał Pucharu UEFA 1980/1981
- 1992 – Finał Pucharu UEFA 1991/1992
- 1995 – Mecz o Super Puchar Europy UEFA
- 2016 – Mistrzostwa Europy w Lekkoatletyce

## Reprezentacja Holandii w piłce nożnej
Olympisch Stadion był miejscem rozgrywanie wielu spotkań reprezentacji Holandii. Pierwszy mecz odbył się 30 maja 1928 roku podczas Igrzysk Olimpijskich. Holandia uległa 0:2 reprezentacji Urugwaju. Ostatni mecz międzypaństwowy rozegrany na Olympisch Stadion odbył się 6 września 1989 roku. W towarzyskim spotkaniu Holandia uległa reprezentacji Danii 0:2.

## Galeria 1928

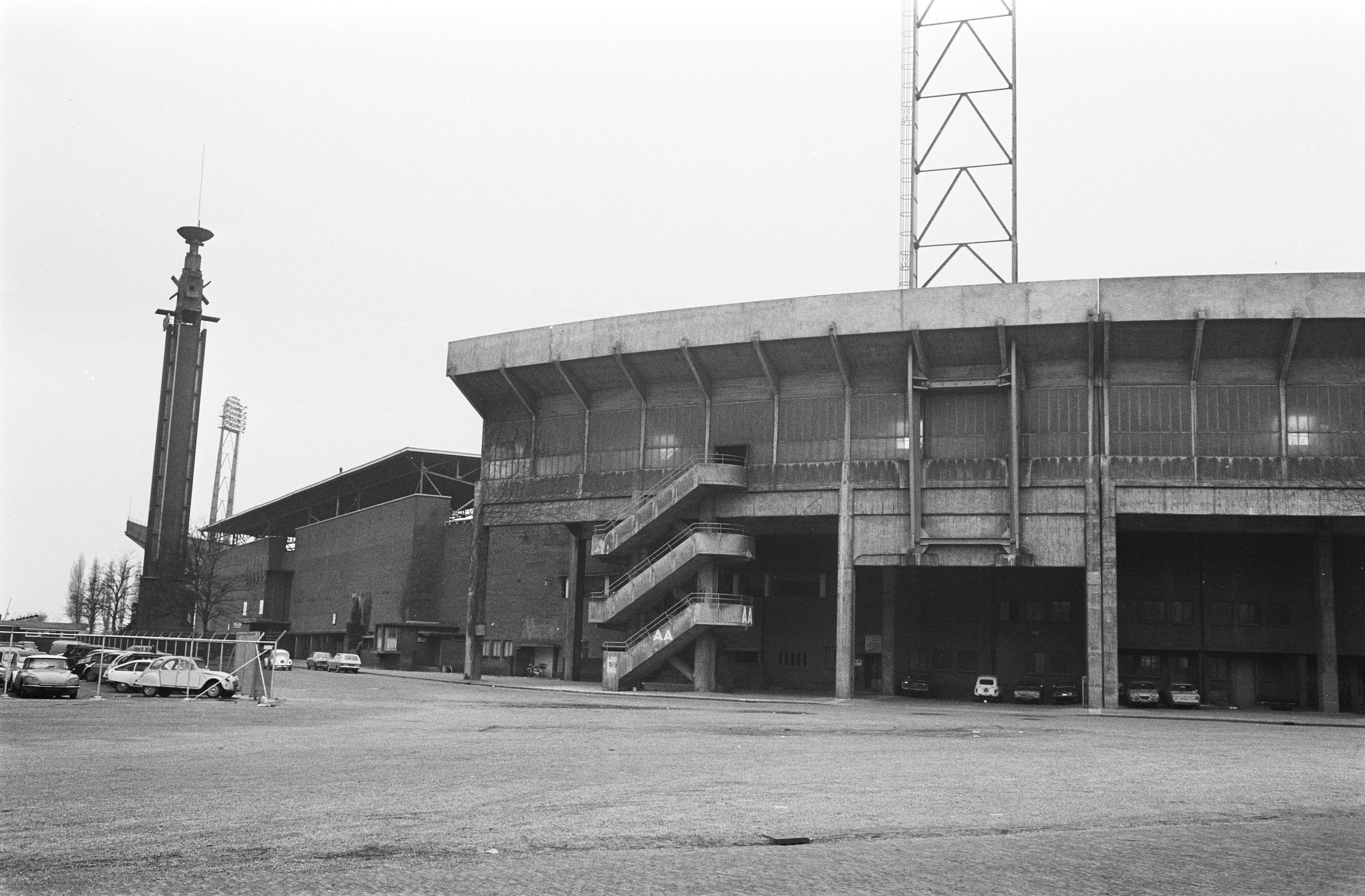
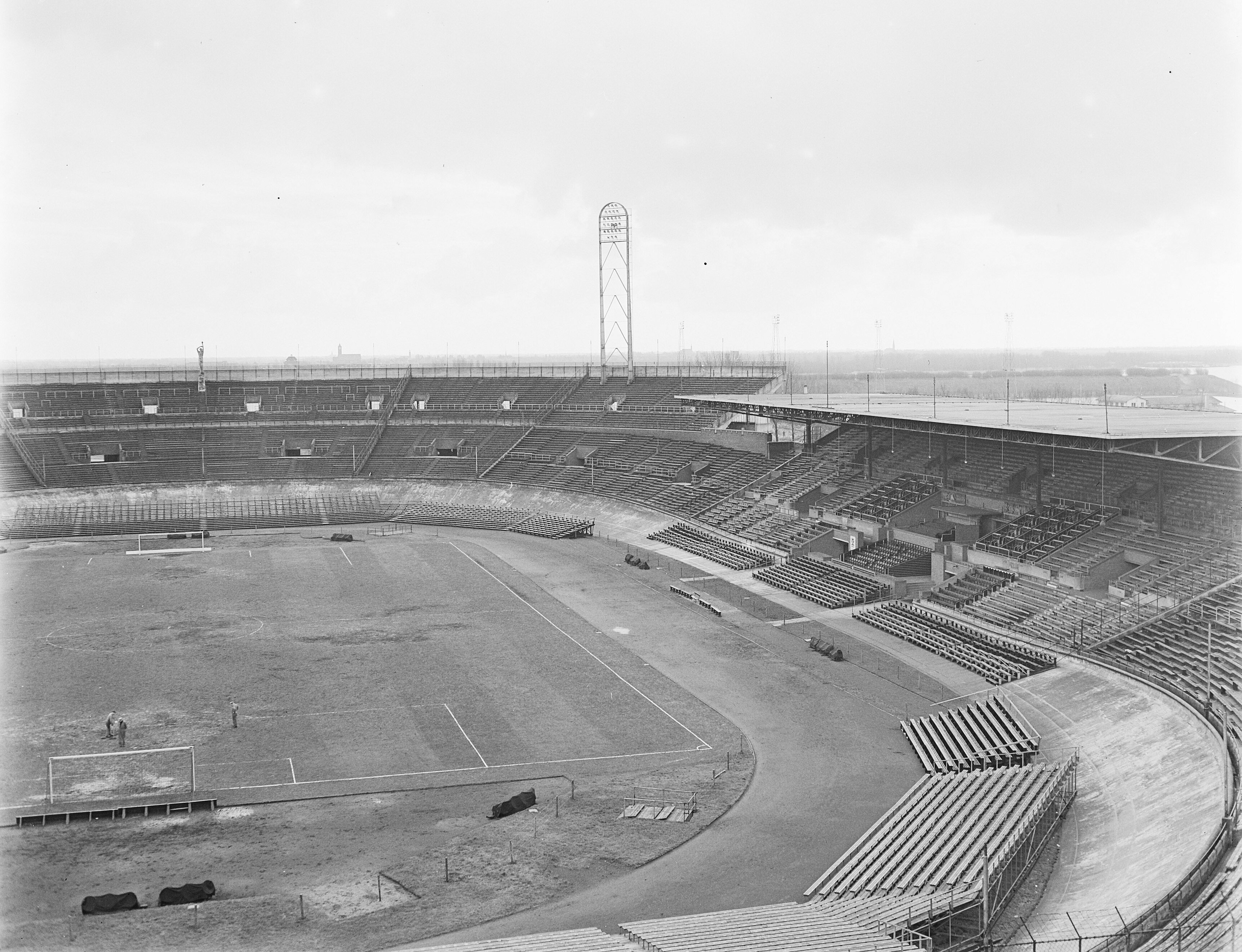
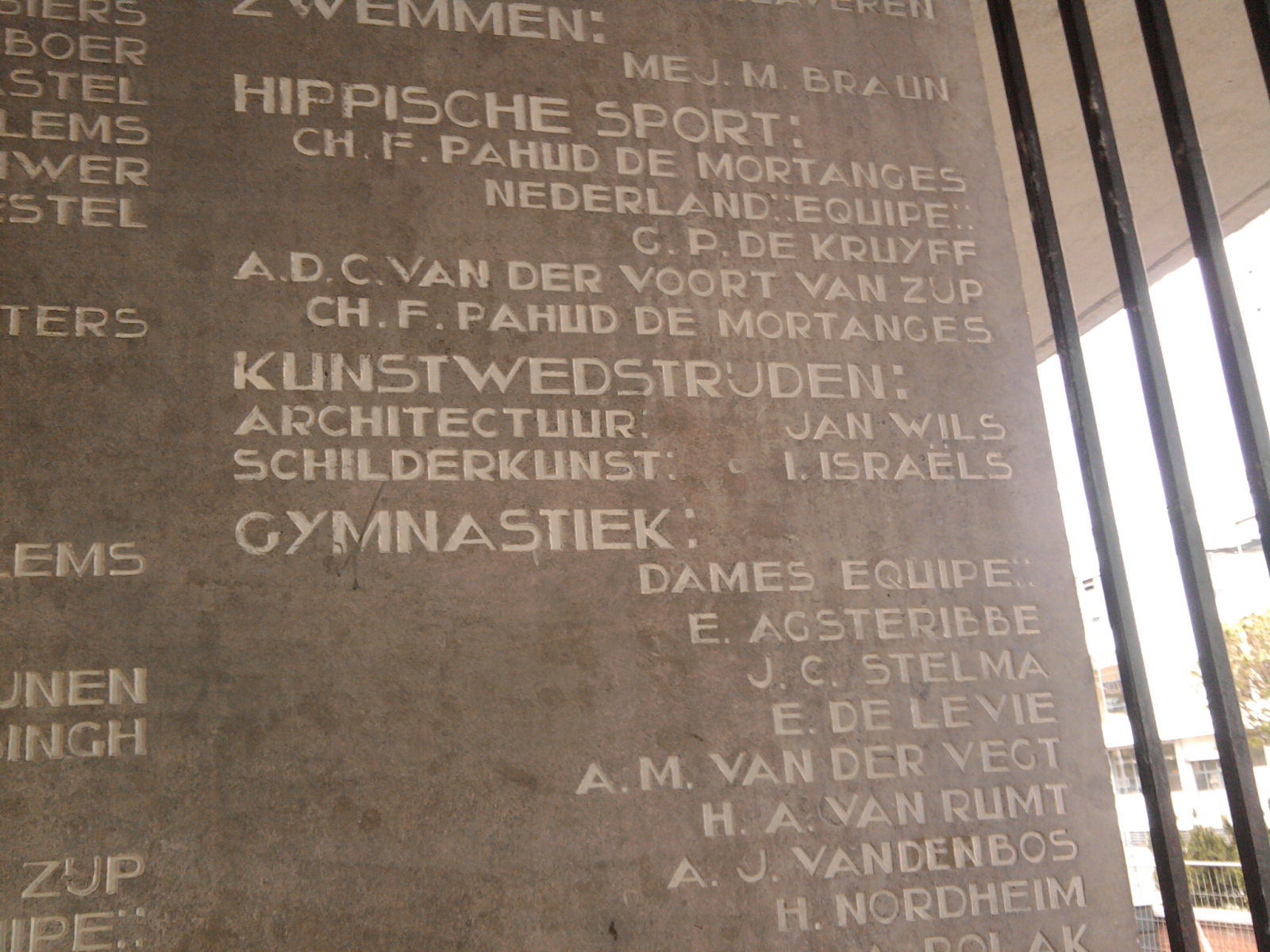
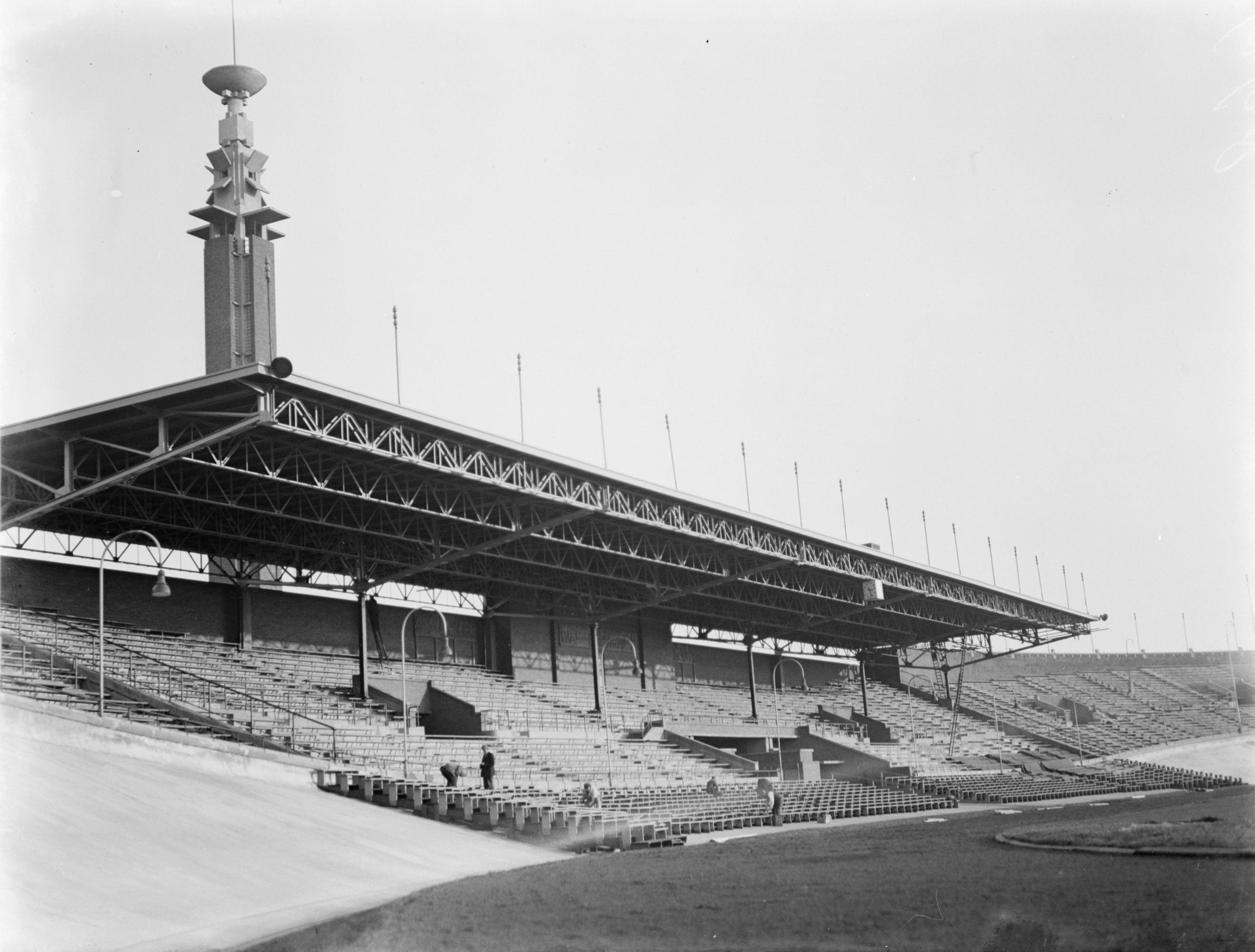
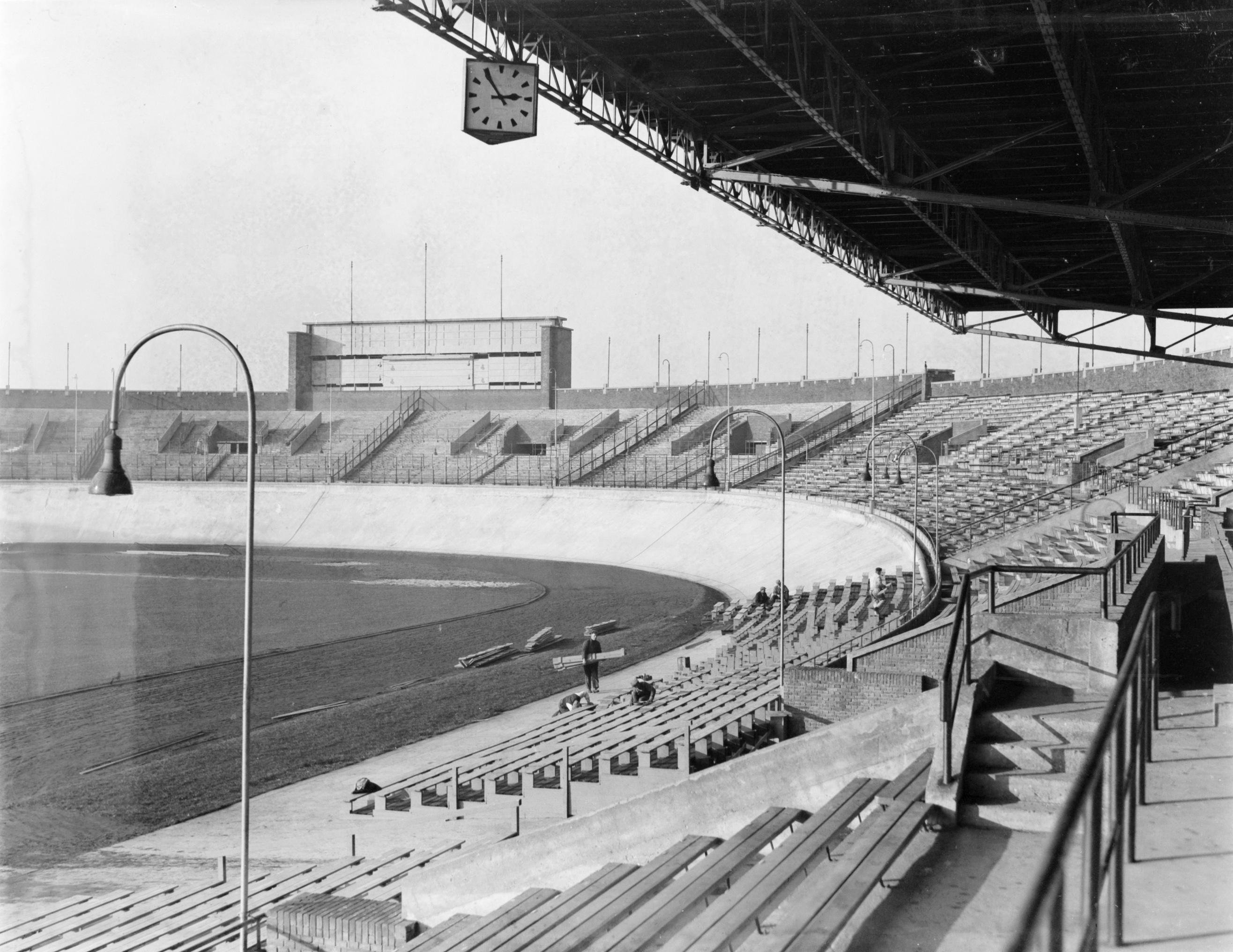

## Galeria 2018

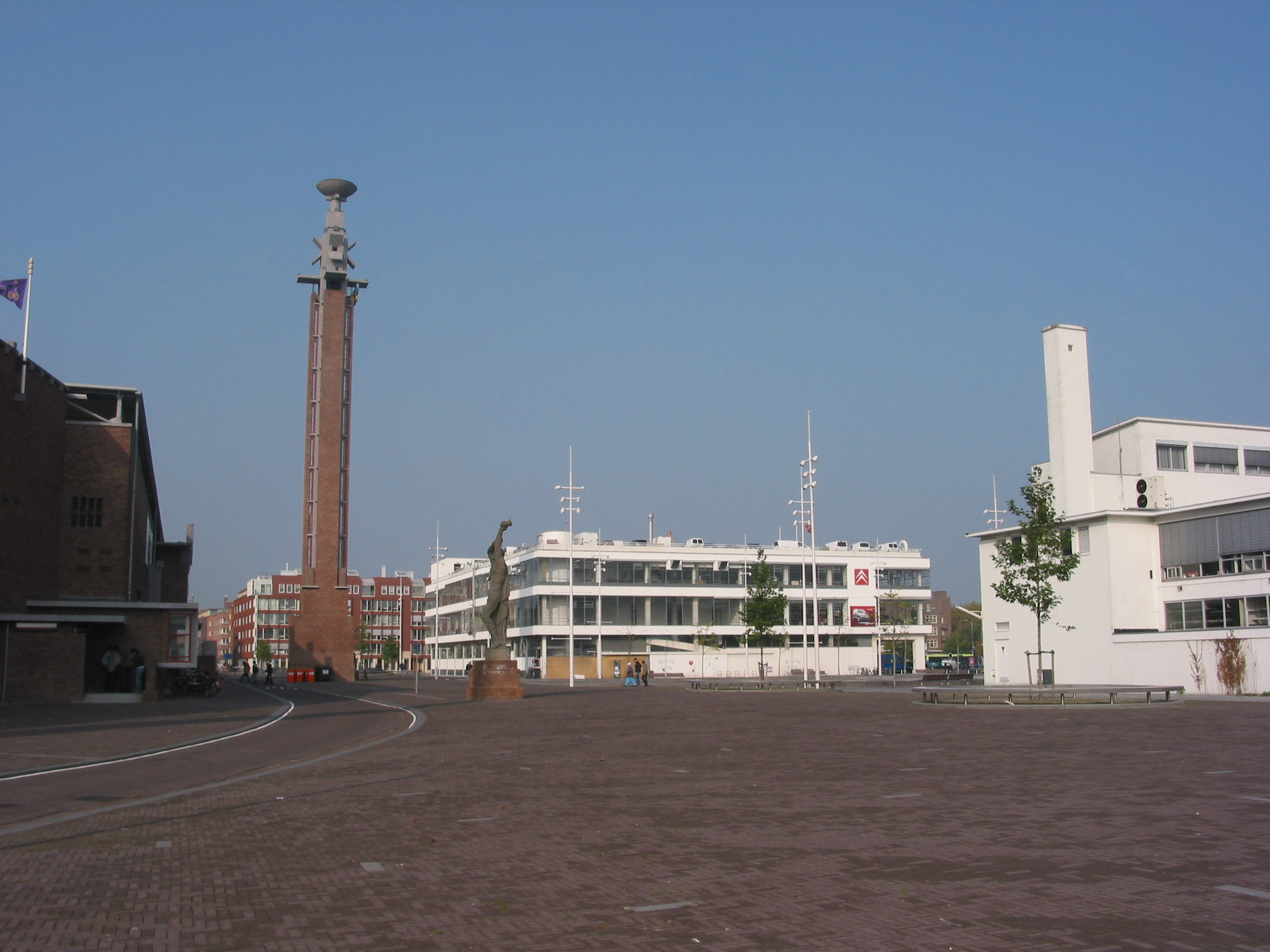
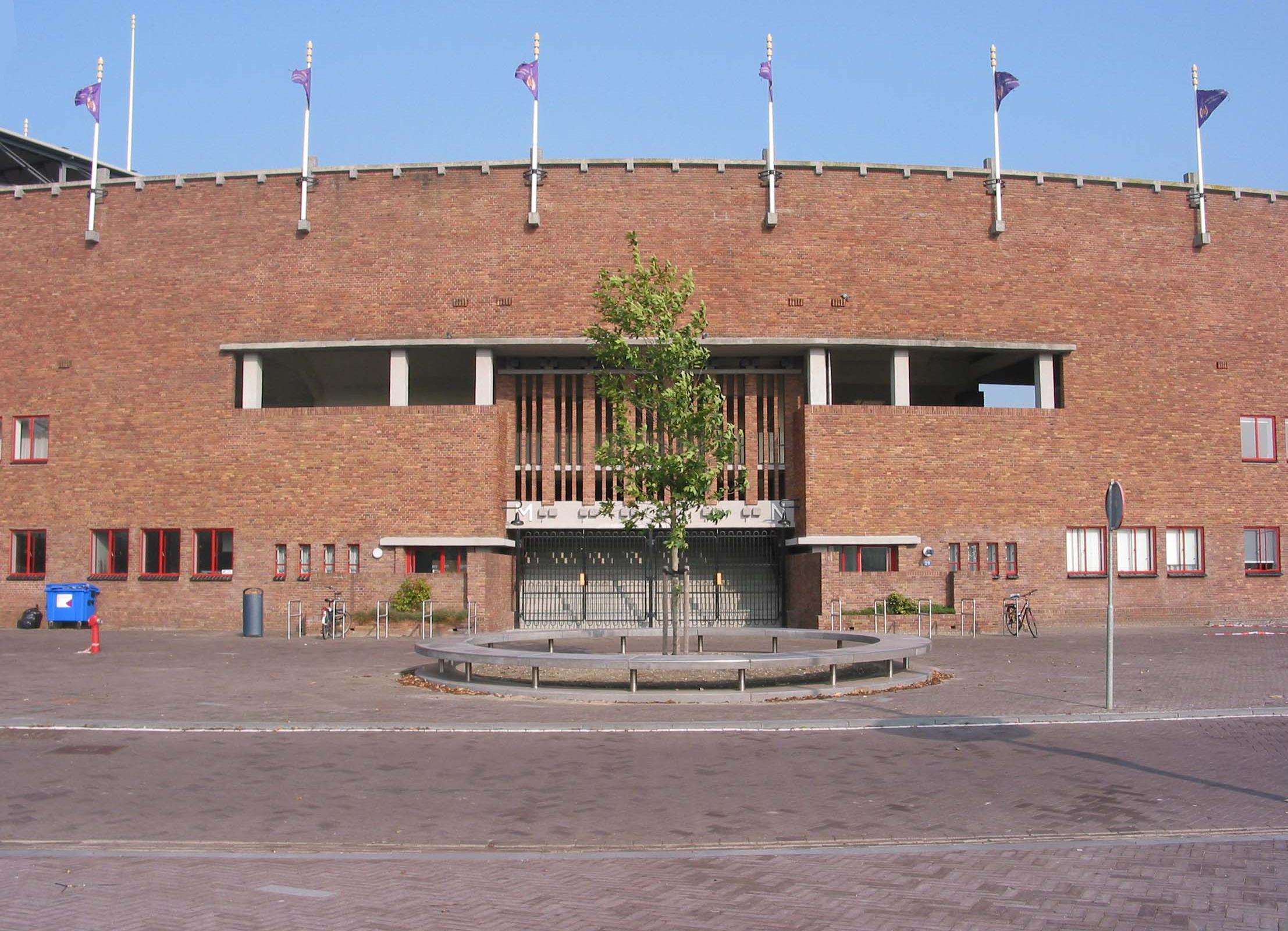
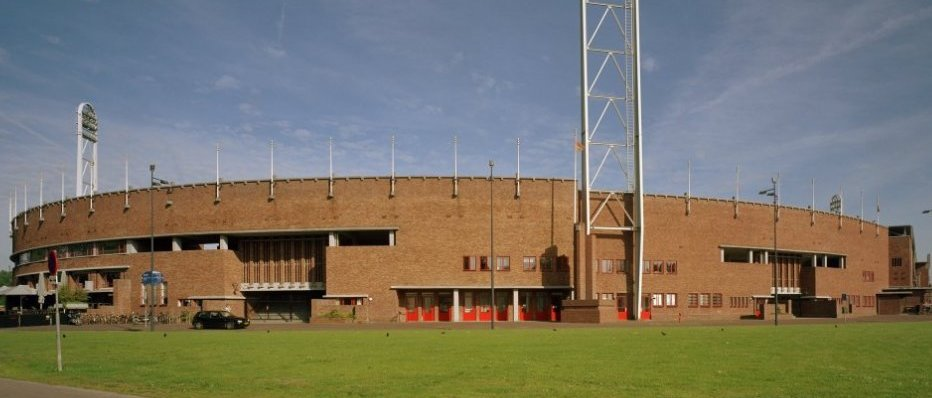
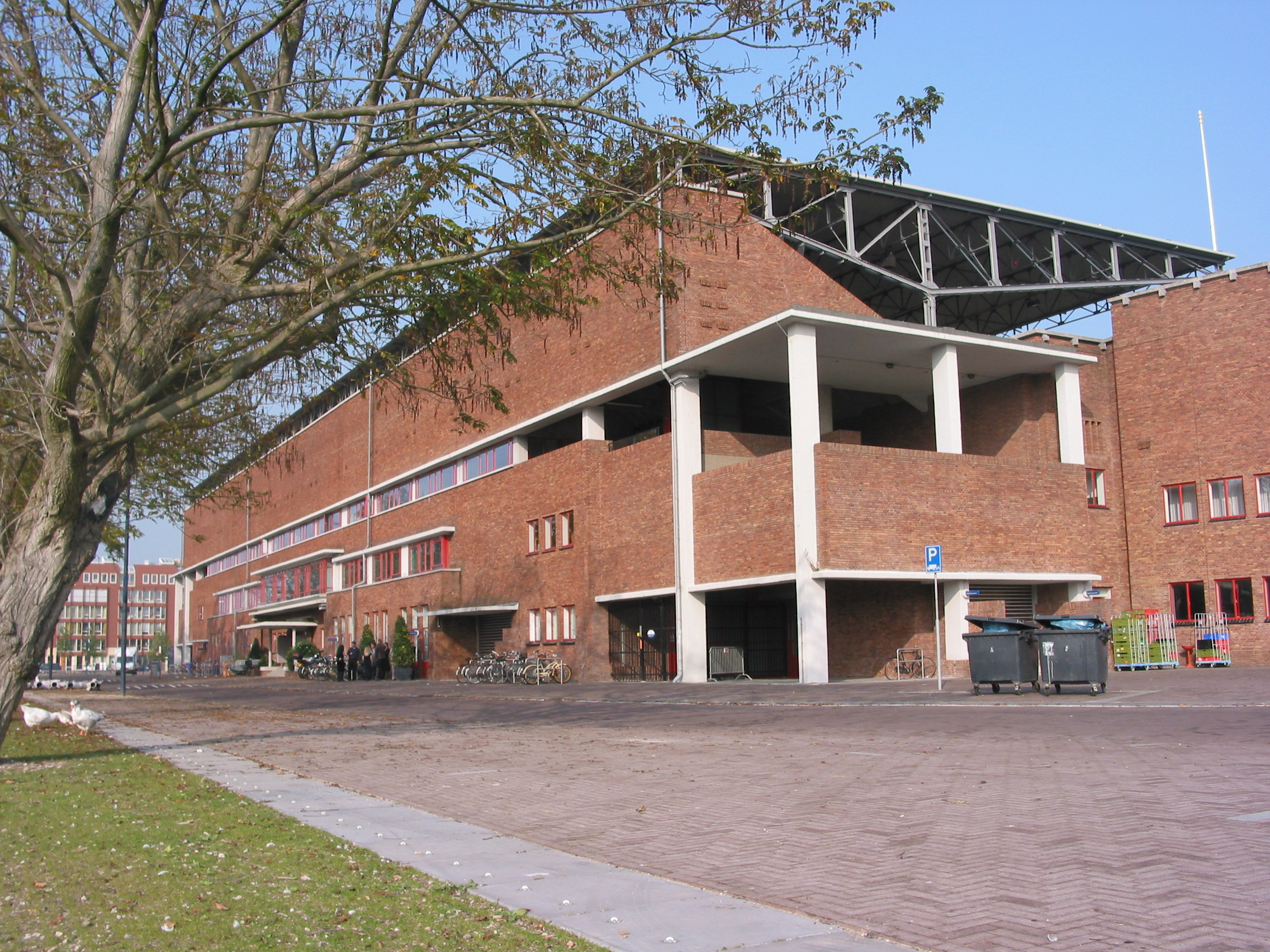
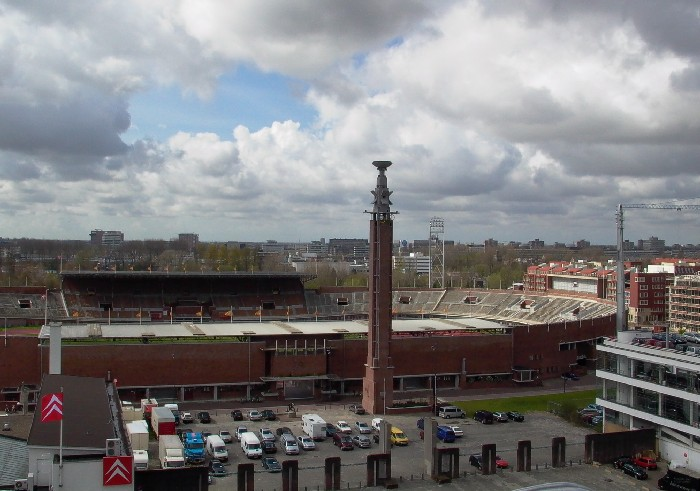